# Paweł Bochniewicz
Paweł Piotr Bochniewicz (Dębica, 30 januari 1996) is een Pools voetballer die als verdediger voor sc Heerenveen speelt.

## Carrière

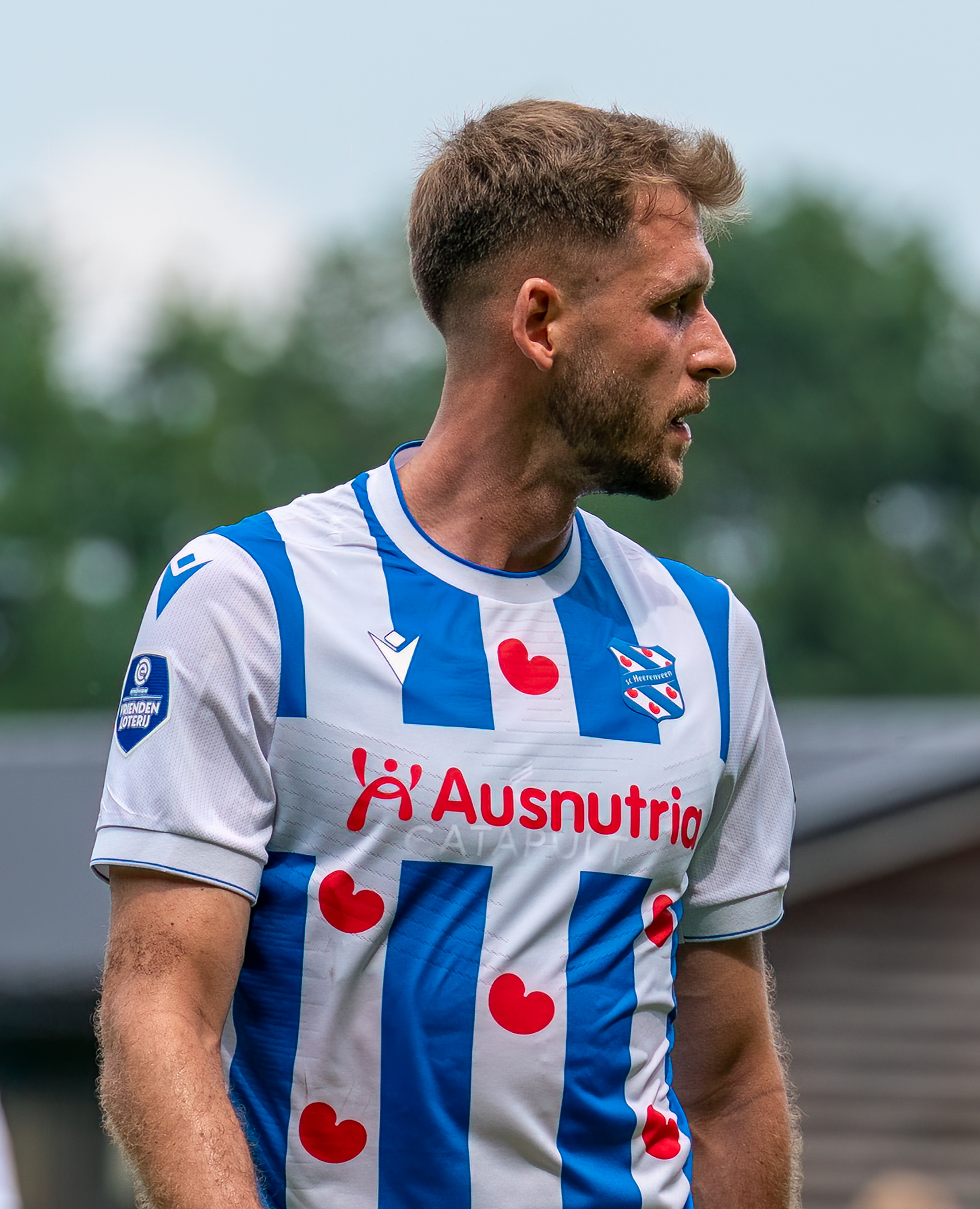
Bochniewicz in 2023 tijdens een oefenwedstrijd

Paweł Bochniewicz speelde in de jeugd van Wisłoka Dębica, Stal Mielec en Reggina Calcio. In 2014 debuteerde hij voor Reggina in de Serie B, waar hij uiteindelijk tot elf wedstrijden kwam in het seizoen 2013/14. Hierna vertrok hij voor 1,2 miljoen euro naar Udinese. In het seizoen 2014/15 speelde hij alleen in het jeugdteam van Udinese, en zat hij één wedstrijd op de bank in het eerste elftal. De twee seizoenen erna werd hij door Udinese aan het tweede elftal van Granada CF verhuurd. In het seizoen 2017/18 maakte hij weer deel uit van de selectie van Udinese. Tot een competitiedebuut kwam het niet, maar hij speelde wel twee wedstrijden in de Coppa Italia. De tweede seizoenshelft werd hij weer verhuurd, ditmaal aan Górnik Zabrze, waar hij ook het seizoen erna aan verhuurd werd. In 2019 maakte hij definitief de overstap naar Górnik. In 2020 vertrok hij voor een bedrag van 1,4 miljoen euro naar sc Heerenveen. Hier scoorde hij in zijn debuutwedstrijd, de met 2-0 gewonnen thuiswedstrijd tegen Willem II.

## Statistieken
| Seizoen                        | Club            | Competitie         | Competitie | Competitie | Beker | Beker | Totaal | Totaal |
| Seizoen                        | Club            | Competitie         | Wed.       | Dlp.       | Wed.  | Dlp.  | Wed.   | Dlp.   |
| ------------------------------ | --------------- | ------------------ | ---------- | ---------- | ----- | ----- | ------ | ------ |
| 2013/14                        | Reggina         | Serie B            | 11         | 0          | 0     | 0     | 11     | 0      |
| 2014/15                        | Udinese         | Serie A            | 0          | 0          | 0     | 0     | 0      | 0      |
| 2015/16                        | → Granada CF B  | Segunda División B | 20         | 2          | –     | –     | 20     | 2      |
| 2016/17                        | → Granada CF B  | Segunda División B | 26         | 2          | –     | –     | 26     | 2      |
| 2017/18                        | Udinese         | Serie A            | 0          | 0          | 2     | 0     | 2      | 0      |
| 2017/18                        | → Górnik Zabrze | Ekstraklasa        | 16         | 1          | 2     | 0     | 18     | 1      |
| 2018/19                        | → Górnik Zabrze | Ekstraklasa        | 32         | 1          | 4     | 0     | 36     | 1      |
| 2019/20                        | Górnik Zabrze   | Ekstraklasa        | 33         | 1          | 2     | 0     | 35     | 1      |
| 2020/21                        | Górnik Zabrze   | Ekstraklasa        | 2          | 1          | 1     | 1     | 3      | 2      |
| 2020/21                        | sc Heerenveen   | Eredivisie         | 31         | 2          | 4     | 0     | 35     | 2      |
| 2021/22                        | sc Heerenveen   | Eredivisie         | 0          | 0          | 0     | 0     | 0      | 0      |
| 2022/23                        | sc Heerenveen   | Eredivisie         | 33         | 2          | 3     | 0     | 36     | 2      |
| 2023/24                        | sc Heerenveen   | Eredivisie         | 29         | 2          | 2     | 0     | 31     | 2      |
| 2024/25                        | sc Heerenveen   | Eredivisie         | 13         | 0          | 0     | 0     | 13     | 0      |
| Carrièretotaal                 | Carrièretotaal  | Carrièretotaal     | 246        | 14         | 20    | 1     | 266    | 15     |
| Bijgewerkt op 15 januari 2025. |                 |                    |            |            |       |       |        |        |

## Interlandcarrière
Bochniewicz debuteerde voor Polen in een vriendschappelijke wedstrijd tegen Finland op 7 oktober 2020, onder leiding van bondscoach Jerzy Brzęczek. Bochniewicz werd op 29 mei 2024 door bondscoach Michał Probierz opgenomen in de voorlopige Poolse selectie voor het EK 2024 in Duitsland. Hij viel echter af voor de definitieve selectie.
| Interlands van Paweł Bochniewicz voor Polen | Interlands van Paweł Bochniewicz voor Polen | Interlands van Paweł Bochniewicz voor Polen | Interlands van Paweł Bochniewicz voor Polen | Interlands van Paweł Bochniewicz voor Polen | Interlands van Paweł Bochniewicz voor Polen |
| №                                           | Datum                                       | Wedstrijd                                   | Uitslag                                     | Competitie                                  | Goals                                       |
| Als speler van sc Heerenveen                | Als speler van sc Heerenveen                | Als speler van sc Heerenveen                | Als speler van sc Heerenveen                | Als speler van sc Heerenveen                | Als speler van sc Heerenveen                |
| ------------------------------------------- | ------------------------------------------- | ------------------------------------------- | ------------------------------------------- | ------------------------------------------- | ------------------------------------------- |
| 1                                           | 7 oktober 2020                              | Polen – Finland                             | 5 – 1                                       | Vriendschappelijk                           |                                             |
| 2                                           | 11 november 2020                            | Polen – Oekraïne                            | 2 – 0                                       | Vriendschappelijk                           |                                             |
| 3.                                          | 17 november 2023                            | Polen – Tsjechië                            | 1 – 1                                       | Kwalificatie EK 2024                        |                                             |